# Teorema do quadrilátero de Euler

O teorema do quadrilátero de Euler, ou lei de Euler para quadriláteros, nomeado em homenagem a Leonhard Euler (1707–1783), descreve uma relação entre os lados de um quadrilátero convexo e suas diagonais. Trata-se de uma generalização da lei do paralelogramo, que por sua vez pode ser vista como uma generalização do teorema de Pitágoras. Por conta disso, a reformulação do teorema de Pitágoras em termos de quadriláteros é ocasionalmente chamada de teorema de Euler–Pitágoras.

## Teorema e casos especiais
Para um quadrilátero convexo com lados {\displaystyle a,b,c,d}, diagonais {\displaystyle e} e {\displaystyle f}, e {\displaystyle g} sendo o segmento de reta que liga os pontos médios das duas diagonais, a seguinte equação se aplica:
{\displaystyle a^{2}+b^{2}+c^{2}+d^{2}=e^{2}+f^{2}+4g^{2}}
Se o quadrilátero for um paralelogramo, então os pontos médios das diagonais coincidem, de modo que o segmento de reta {\displaystyle g} tem comprimento 0. Além disso, os lados opostos são de comprimento igual, e o teorema de Euler se reduz a:
{\displaystyle 2a^{2}+2b^{2}=e^{2}+f^{2}}
que é a lei do paralelogramo.
Se o quadrilátero for um retângulo, a equação se simplifica ainda mais, pois as duas diagonais são de igual comprimento:
{\displaystyle 2a^{2}+2b^{2}=2e^{2}}
Dividindo ambos os lados por 2, obtém-se o teorema de Euler–Pitágoras:
{\displaystyle a^{2}+b^{2}=e^{2}}
Em outras palavras, no caso de um retângulo, a relação entre os lados do quadrilátero e suas diagonais é descrita pelo teorema de Pitágoras.

## Formulação alternativa e extensões

Teorema de Euler com paralelogramo

Euler originalmente derivou o teorema acima como corolário de um teorema ligeiramente diferente que requer a introdução de um ponto adicional, mas fornece mais clareza estrutural.
Para um dado quadrilátero convexo {\displaystyle ABCD}, Euler introduziu um ponto adicional {\displaystyle E} tal que {\displaystyle ABED} forma um paralelogramo, e então a seguinte igualdade se aplica:
{\displaystyle |AB|^{2}+|BC|^{2}+|CD|^{2}+|AD|^{2}=|AC|^{2}+|BD|^{2}+|CE|^{2}}
A distância {\displaystyle |CE|} entre o ponto adicional {\displaystyle E} e o ponto {\displaystyle C} do quadrilátero (não pertencente ao paralelogramo) pode ser vista como uma medida de quanto o quadrilátero se desvia de um paralelogramo, e {\displaystyle |CE|^{2}} é o termo de correção que precisa ser adicionado à equação original da lei do paralelogramo.
Sendo {\displaystyle M} o ponto médio de {\displaystyle AC}, temos {\displaystyle {\tfrac {|AC|}{|AM|}}=2}. Como {\displaystyle N} é o ponto médio de {\displaystyle BD}, ele também é o ponto médio de {\displaystyle AE}, já que {\displaystyle AE} e {\displaystyle BD} são ambas diagonais do paralelogramo {\displaystyle ABED}. Isso nos dá {\displaystyle {\tfrac {|AE|}{|AN|}}=2} e, portanto, {\displaystyle {\tfrac {|AC|}{|AM|}}={\tfrac {|AE|}{|AN|}}}. Assim, segue-se do teorema das bissetrizes (e seu recíproco) que {\displaystyle CE} e {\displaystyle NM} são paralelos e {\displaystyle |CE|^{2}=(2|NM|)^{2}=4|NM|^{2}}, o que leva ao teorema de Euler.
O teorema de Euler pode ser estendido para um conjunto mais amplo de quadriláteros, incluindo os cruzados e os não planares. Ele é válido para os chamados quadriláteros generalizados, que consistem simplesmente de quatro pontos arbitrários em {\displaystyle \mathbb {R} ^{n}} conectados por arestas de forma a formar um grafo ciclo.